# Ctenomys talarum occidentalis
El tuco-tuco de los talares, tuco-tuco del talar o tuco-tuco de Los Talas (Ctenomys talarum occidentalis) es una de las subespecies en que se divide la especie C. talarum, un roedor del género Ctenomys. Vive en galerías subterráneas en el centro-este del Cono Sur de Sudamérica.

## Taxonomía
Esta subespecie fue descrita originalmente en el año 1992 por el zoólogo Enrique R. Justo, basado exclusivamente en su morfología.
Localidad tipo
La localidad tipo referida es: “Luan Toro, departamento Loventué, La Pampa, Argentina”. También fue colectado en la Estancia La Florida (36°12′S 65°06′W), departamento Toay.
Etimología
La etimología del término subespecífico occidentalis refiere a la situación cardinal de la geonemia de este taxón, ya que está ubicada al occidente de la tradicional para la subespecie típica.
Caracterización y relaciones filogenéticas
Este taxón se caracteriza por su patrón cromático castaño, el cráneo de pequeño tamaño, la débil cresta temporal, y los grandes forámenes inter premaxilares redondeados.
Algunas mediciones craneales son: mayor longitud del cráneo: 37,4 mm; longitud de las nasales: 11,9 mm; longitud de la fila molar superior: 7.4 mm; longitud basilar: 31,4 mm; longitud frontal: 10,4 mm; anchura frontal: 7,1 mm; amplitud del mastoides: 18,9 mm; ancho cigomático: 22,2 mm; amplitud de la caja craneana: 14.6 mm.
Su cariotipo es 2n=48.
En el año 2005 fue propuesto que, por razones citogenéticas y criterios morfométricos, en lugar de estar integrado a Ctenomys talarum C. t. occidentalis debería ser transferido al complejo de especies “Ctenomys pundti”, el cual conforma una unidad con taxones estrechamente relacionados con Ctenomys talarum pero distinguibles, así como también separables del grupo de especies “Ctenomys mendocinus”. La población de Ctenomys pundti de Puente Olmos posee cariotipo 2n = 50. Esa es la más cercana a la localidad tipo de C. pundti -Alejo Ledesma, a 50 km - donde los tuco-tucos se han extinguido debido a la intensa modificación de los ecosistemas naturales por causa de la agricultura intensiva.

## Distribución geográfica y hábitat
Ctenomys talarum occidentalis es endémica del centro-este de la provincia de La Pampa, en el centro de la Argentina. Se restringe a suelos arcillosos ubicados en una región semiárida.
Esta subespecie es simpátrica con C. azarae. La zona de contacto entre estas especies se produce cuando los suelos pasan de ser arenosos a ser arcillosos.
Se sospecha que podrían también pertenecer a C. t. occidentalis las poblaciones de la especie (de afinidad taxonómica subespecífica aún incierta) que habitan en el centro-oeste de la provincia de Buenos Aires, en las localidades de Saladillo, Cazón, Lincoln, Rivadavia, Pehuajó, Carlos Casares, Nueve de Julio, Saladillo, Trenque Lauquen, etc.